# Guvernoratul Al-Hasaka
Guvernoratul Al-Hasaka (în arabă: الحسكة‎ , Muḥāfaẓat al-Ḥasakah, kurdă: پارێزگای حەسیچە/Parêzgeha Hasce) este un guvernorat în partea nord-estică a Siriei, important pentru pământurile sale fertile.